# 婿取婚
婿取婚（むことりこん）とは、日本の民俗学において日本婚姻史にみられるとされる対偶婚の一種。婿取婚は広義には妻問婚を含むが、狭義には婿取儀式によって始まる婚姻をいう。婿取式婚姻または招婿婚ともいう。
高群逸枝などの学説では、日本の婚姻史は婿取婚から嫁取婚、嫁取婚から寄合婚へと変遷したと分析されている。なお、対偶婚は身柄や生活の根拠を各自の氏族に置いたままの婚姻であり夫婦関係の結合が弱く離合も比較的容易という特徴がある。

## 学説
高群逸枝は『日本婚姻史』（1963年）において、婿取婚を妻問婚と狭義の婿取婚に分類し、狭義の婿取婚を前婿取婚、純婿取婚、経営所婿取婚、擬制婿取婚に細分した。高群は妻問婚を奈良時代ごろ、狭義の婿取婚を平安時代から鎌倉時代ごろを中心にみられる婚姻形態とした。
やがて武家政治の時代が到来するとともに私有財産の父系相続を重視する嫁入婚が中心となった。なお、寄合婚とは近代以降の社会にみられる母系型の婿取婚とも父系型の嫁入婚とも異なる男女同権的な個人型の一夫一婦婚のことをいう。寄合婚となり婚礼の場は夫方の家から、神社、寺院、公民館等で行われることが多くなったが、婚礼の方式については経営所婿取婚との類似性が指摘されている。